# Condado de Zollern
Zollern, desde 1218 Hohenzollern, fue un condado del Sacro Imperio Romano Germánico. Su dinastía gobernante fue la Casa de Hohenzollern, una familia noble suaba mencionada por primera vez en 1061. Estos nombraron sus estados según el castillo de Hohenzollern en el Jura de Suabia; su capital era Hechingen. Su escudo de armas era el de la Casa gobernante.

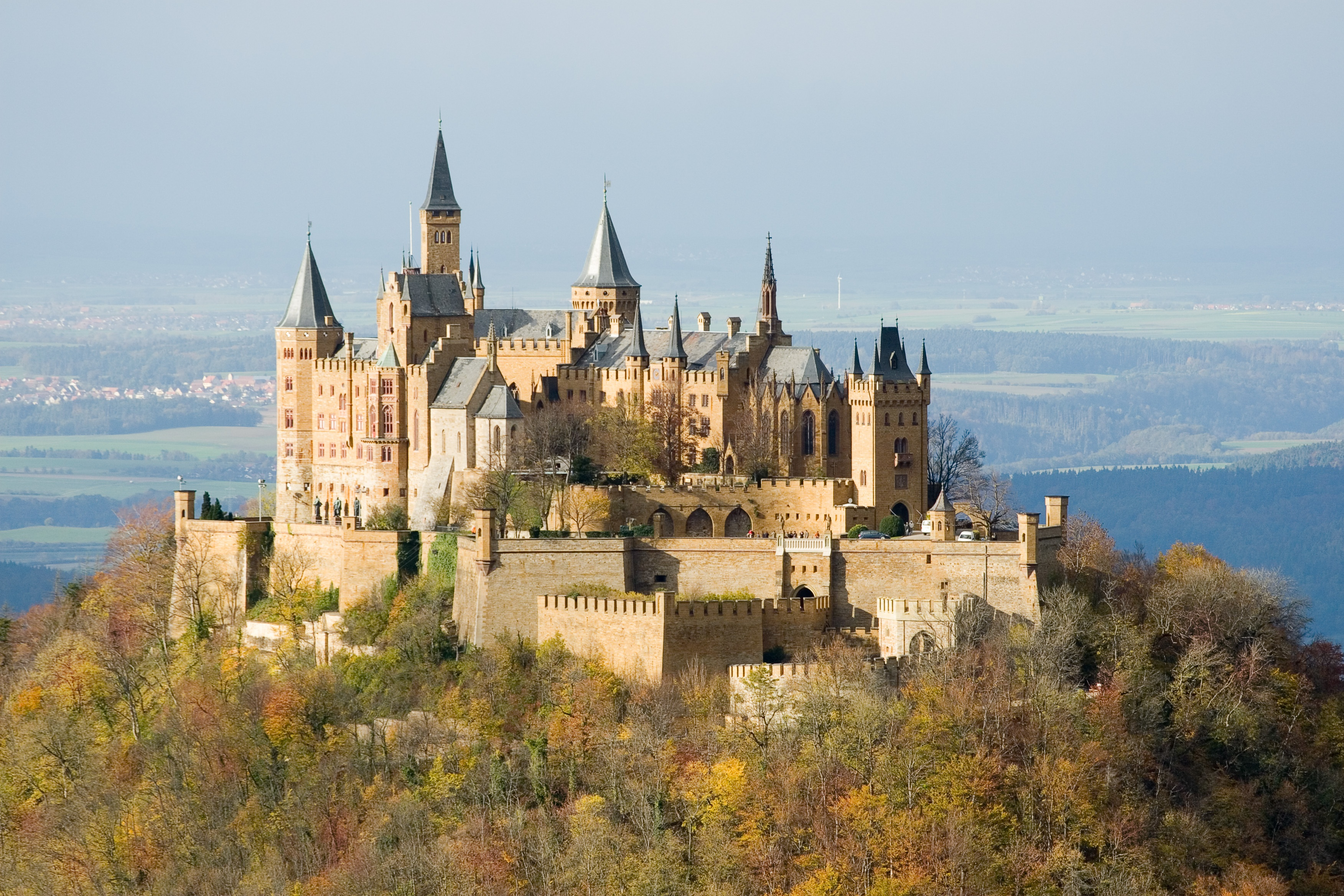
Castillo de Hohenzollern.

Según el cronista medieval Berthold de Reichenau, el noble Burcardo I, Conde de Zollern (de Zolorin), nació antes de 1025 y murió en 1061. Por su nombre, es posible una afiliación con la dinastía alamánica de los burcardingas aunque no está probado. Los Zollerns recibieron el título condal del emperador Enrique V en 1111. Como contribuyentes leales de la dinastía suaba de Hohenstaufen, pudieron agrandar significativamente su territorio. El Conde Federico III (c. 1139 - c. 1200) acompañó al emperador Federico I Barbarroja contra Enrique el León en 1180, y por matrimonio le fue concedido el Burgraviato de Núremberg por el emperador Enrique VI en 1191. En 1218 el burgraviato pasó al hijo menor de Federico, Conrado I, y de este modo se convirtió en el ancestro de la rama francona de los Hohenzollern, que adquirieron el Electorado de Brandeburgo en 1415.
Afectados por problemas económicos y disputas internas, los condes de Hohenzollern desde el siglo XIV en adelante se vieron presionados por sus poderosos vecinos, los Condes de Württemberg y las ciudades de la Liga Suaba, cuyas tropas asediaron y finalmente destruyeron el Castillo de Hohenzollern en 1423. Sin embargo, los Hohenzollerns retuvieron sus estados, respaldados por sus primos de Brandeburgo y la Imperial Casa de Habsburgo. En 1534, el Conde Carlos I de Hohenzollern (1512-1576) recibió los condados de Sigmaringen y Veringen como feudos imperiales.
En 1576, a la muerte de Carlos I, el condado de Hohenzollern fue dividido entre sus tres hijos:
- Eitel Federico IV de Hohenzollern-Hechingen (1545-1605),
- Carlos II de Hohenzollern-Sigmaringen (1547-1606) y
- Cristóbal de Hohenzollern-Haigerloch (1552-1592)

De este modo fueron fundados los condados de Hohenzollern-Hechingen, Hohenzollern-Sigmaringen, y Hohenzollern-Haigerloch. Haigerloch fue incorporado a Sigmaringen en 1767; Hechingen y Sigmaringen fueron reunificados solo una vez cuando fueron cedidos a Prusia en 1849/1850, desde entonces la Provincia de Hohenzollern.

## Condes

### Zollern
- Burcardo I (muerto en 1061)
- Federico I (muerto antes de 1125)
- Federico II (muerto sobre 1142), hijo mayor de Federico I[4]: XLI
- Burkhard II (muerto entre 1150 y 1155), 2º hijo de Federico I[4]: XLI
- Godofredo de Zimmern (muerto 1150-1155 y 1160), 4º hijo de Federico I[4]: XLI
- Federico III (antes 1171 - c. 1200), también Burgrave de Núremberg (como Federico I) desde 1191

### Hohenzollern
- Federico IV (1204-1251/1255), también Burgrave de Núremberg (como Federico II) hasta 1218
- Federico V (1251/1255-1289)
- Federico VI (1289-1298)
- Federico VII (1298-1309)
- Federico VIII (1309-1333)
- Federico IX (1333-1377)
- Federico XI (1377-1401)
- Federico XII (1401-1426)
- Eitel Federico I (1426-1439)
- Jobst Nicolás I (1439-1488)
- Eitel Federico II (1488-1512)
- Eitel Federico III (1512-1525)
- Carlos I (1525-1575)